# Forschungs- und Designzentrum für Schiffbau

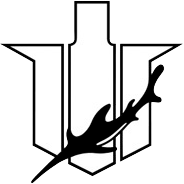
Logo

Das Forschungs- und Designzentrum für Schiffbau (ukrainisch Державне підприємство «Дослідно-проектний центр кораблебудування») ist ein staatliches Entwicklungs- und Designbüro in der ukrainischen Hafenstadt Mykolajiw. Es ist eine Organisationseinheit des ukrainischen Rüstungskonzerns Ukroboronprom.
Die Forschungsabteilung entstand 1975 als Außenstelle des russischen Planungsbüros für Wasserfahrzeuge Severnoe PDB in Leningrad. Die Abteilung in Mykolajiw, wo mehrere große Schiffbaubetriebe bestehen (Werft Mykolajiw, Schwarzmeer-Werft und andere), wurde kurz vor dem Ende der Sowjetunion in Planungs- und Designbüro Süd umbenannt.
Nach der Unabhängigkeit der Ukraine bestand die Institution als deren Staatsbetrieb weiter und erhielt den Namen Staatliches Forschungs- und Designzentrum für Schiffbau. Eine ihrer Abteilungen bestand bis 2014 in der Hafenstadt Sewastopol auf der Krim.
Das Designbüro entwickelt Kriegsschiffe für die ukrainischen Seestreitkräfte und für andere Auftraggeber. So entwarf sie in der jüngeren Zeit unter anderem das Konzept für die Fregatten der Wolodymir-Veykyi-Klasse, für die Kanonenboote der Gyurza-M-Klasse, für die Flugkörperschnellboote BPS-500 der vietnamesischen Marine und die Patrouillenboote der Hjursa-Klasse. Aufgrund der Pläne aus dem Mykolajiwer Designbüro bauen die jeweils beauftragten Werften die Schiffe.